# اداره سرشماری ایالات متحده آمریکا
ادارهٔ سرشماری آمریکا (به انگلیسی: United States Census Bureau) یک سازمان دولتی در آمریکا است که از ۱۹۰۳ تاکنون مسئولیت جمع‌آوری آمار در ایالات متحده آمریکا را داشته‌است.
این سازمان زیر نظر وزارت بازرگانی ایالات متحده آمریکا قرار دارد.